# Grand Prix van België 1947
De Grand Prix van België 1947 was een autorace die werd gehouden op 29 juni 1947 op Spa-Francorchamps. De race was dat jaar ook bekend als de Grand Prix van Europa.

## Kwalificatie
| Positie | Nr | Coureur                 | Team               | Auto               | Tijd   |
| ------- | -- | ----------------------- | ------------------ | ------------------ | ------ |
| 1       | 8  | Jean-Pierre Wimille     | Alfa Corse         | Alfa Romeo 158     | 5:12,5 |
| 2       | 4  | Achille Varzi           | Alfa Corse         | Alfa Romeo 158     |        |
| 3       | 20 | Louis Chiron            | Ecurie France      | Talbot-Lago T26C   |        |
| 4       | 34 | Carlo Felice Trossi     | Alfa Corse         | Alfa Romeo 158     |        |
| 5       | 10 | Raymond Sommer          | Privé-inschrijving | Maserati 4CM       |        |
| 6       | 6  | Consalvo Sanesi         | Alfa Corse         | Alfa Romeo 158     |        |
| 7       | 18 | Christian Kautz         | Privé-inschrijving | Maserati 4CL       |        |
| 8       | 42 | Peter Whitehead         | Privé-inschrijving | ERA B-type         |        |
| 9       | 32 | Yves Giraud-Cabantous   | Ecurie France      | Talbot-Lago T26SS  |        |
| 10      | 40 | Leslie Johnson          | Privé-inschrijving | Talbot-Lago T150C  |        |
| 11      | 16 | Emmanuel de Graffenried | Privé-inschrijving | Maserati 4CL       |        |
| 12      | 34 | Eugène Chaboud          | Ecurie France      | Delahaye 135S      |        |
| 13      | 36 | Emile Cornet            | Ecurie France      | Delahaye 135S      |        |
| 14      | 44 | Pierre Levegh           | Ecurie Gersac      | Delage 3L          |        |
| 15      | 44 | Bob Gerard              | Privé-inschrijving | ERA B-type         |        |
| 16      | 28 | Henri Louveau           | Ecurie Gersac      | Delage 3L          |        |
| 17      | 24 | Maurice Trintignant     | Ecurie Gersac      | Delage 3L          |        |
| 18      | 22 | Louis Rosier            | Ecurie Rosier      | Talbot-Lago T150SS |        |
| 19      | 30 | Benoît Falchetto        | Bugatti            | Bugatti T35        |        |

## Uitslag
| Positie | No | Rijder                                        | Team                  | Ronden | Tijd/Opgave     | Startplaats |
| ------- | -- | --------------------------------------------- | --------------------- | ------ | --------------- | ----------- |
| 1       | 8  | Jean-Pierre Wimille                           | Alfa Corse            | 35     | 3:18:28.64      | 1           |
| 2       | 4  | Achille Varzi                                 | Alfa Corse            | 34     | +1 ronde        | 2           |
| 3       | 34 | Carlo Felice Trossi Giovanni Batista Guidotti | Alfa Corse            | 33     | +2 ronden       | 18          |
| 4       | 44 | Bob Gerard Cuth Harrison                      | Privé-inschrijving    | 32     | +2 ronden       | 17          |
| 5       | 24 | Maurice Trintignant                           | Ecurie Gersac         | 31     | +4 ronden       | 16          |
| 6       | 22 | Louis Rosier                                  | Ecurie Rosier         | 30     | +5 ronden       | 15          |
| 7       | 40 | Leslie Johnson                                | Privé-inschrijving    | 29     | +6 ronden       | 14          |
| DNF     | 6  | Consalvo Sanesi                               | Alfa Corse            | 32     | Ophanging       | 13          |
| DNF     | 28 | Henri Louveau                                 | Delage                | 18     | Motor           | 12          |
| DNF     | 34 | Eugène Chaboud                                | Delahaye              | 17     | Aandrijfas      | 11          |
| DNF     | 32 | Yves Giraud-Cabantous                         | Talbot-Lago           | 15     | Wiel verloren   | 10          |
| DNF     | 36 | Emile Cornet                                  | Delahaye              | 15     | Ongeluk         | 9           |
| DNF     | 10 | Raymond Sommer                                | Privé-inschrijving    | 14     | Chassis         | 8           |
| DNF     | 18 | Christian Kautz                               | Privé-inschrijving    | 14     | Olie            | 7           |
| DNF     | 20 | Louis Chiron                                  | Talbot-Lago           | 9      | Motor           | 3           |
| DNF     | 42 | Peter Whitehead                               | Privé-inschrijving    | 6      | Bougies         | 4           |
| DNF     | 16 | Emmanuel de Graffenried                       | Maserati              | 5      | Mechanisch      | 5           |
| DNF     | 30 | Benoît Falchetto                              | Privé-inschrijving    | 2      | Versnellingsbak | 6           |
| DNS     | 30 | Birabongse Bhanudej Bhanubandh                | Ecurie Souris Blanche | 0      |                 |             |

1925 · 1930 · 1931 · 1933 · 1934 · 1935 · 1937 · 1939 · 1947 · 1949 · 1950 · 1951 · 1952 · 1953 · 1954 · 1955 · 1956 · 1958 · 1960 · 1961 · 1962 · 1963 · 1964 · 1965 · 1966 · 1967 · 1968 · 1970 · 1972 · 1973 · 1974 · 1975 · 1976 · 1977 · 1978 · 1979 · 1980 · 1981 · 1982 · 1983 · 1984 · 1985 · 1986 · 1987 · 1988 · 1989 · 1990 · 1991 · 1992 · 1993 · 1994 · 1995 · 1996 · 1997 · 1998 · 1999 · 2000 · 2001 · 2002 · 2004 · 2005 · 2007 · 2008 · 2009 · 2010 · 2011 · 2012 · 2013 · 2014 · 2015 · 2016 · 2017 · 2018 · 2019 · 2020 · 2021 · 2022 · 2023 · 2024 · 2025 · 2026 · 2027 · 2029 · 2031
Als eretitel: 1923 (Italië) · 1924 (Frankrijk) · 1925 (België) · 1926 (San Sebastián) · 1927 (Italië) · 1928 (Italië) · 1930 (België) · 1947 (België) · 1948 (Zwitserland) · 1949 (Italië) · 1950 (Groot-Brittannië) · 1951 (Frankrijk) · 1952 (België) · 1954 (Duitsland) · 1955 (Monaco) · 1956 (Italië) · 1957 (Groot-Brittannië) · 1958 (België) · 1959 (Frankrijk) · 1960 (Italië) · 1961 (Duitsland) · 1962 (Nederland) · 1963 (Monaco) · 1964 (Groot-Brittannië) · 1965 (België) · 1966 (Frankrijk) · 1967 (Italië) · 1968 (Duitsland) · 1972 (Groot-Brittannië) · 1973 (België) · 1974 (Duitsland) · 1975 (Oostenrijk) · 1976 (Nederland) · 1977 (Groot-Brittannië)
Als alleenstaande race: 1983 · 1984 · 1985 · 1993 · 1994 · 1995 · 1996 · 1997 · 1999 · 2000 · 2001 · 2002 · 2003 · 2004 · 2005 · 2006 · 2007 · 2008 · 2009 · 2010 · 2011 · 2012 · 2016